# Вулиця Берестяна (Львів)
Ву́лиця Берестяна́ — вулиця у Шевченківському районі міста Львів, місцевість Збоїща. Пролягає від вулиці Полтв'яної до вулиці Збоїща.

## Історія та забудова
До включення селища Збоїща до складу Львова вулиця мала назву Черешнева. Сучасна назва — з 1958 року.
Забудована одноповерховими приватними садибами. Під № 2 розташована п'ятиповерхова будівля ОПТС (АТС-293) ЛФ АТ «Укртелеком», а під № 13 — автокомплекс «Діана».